# کوه ایشیزوچی

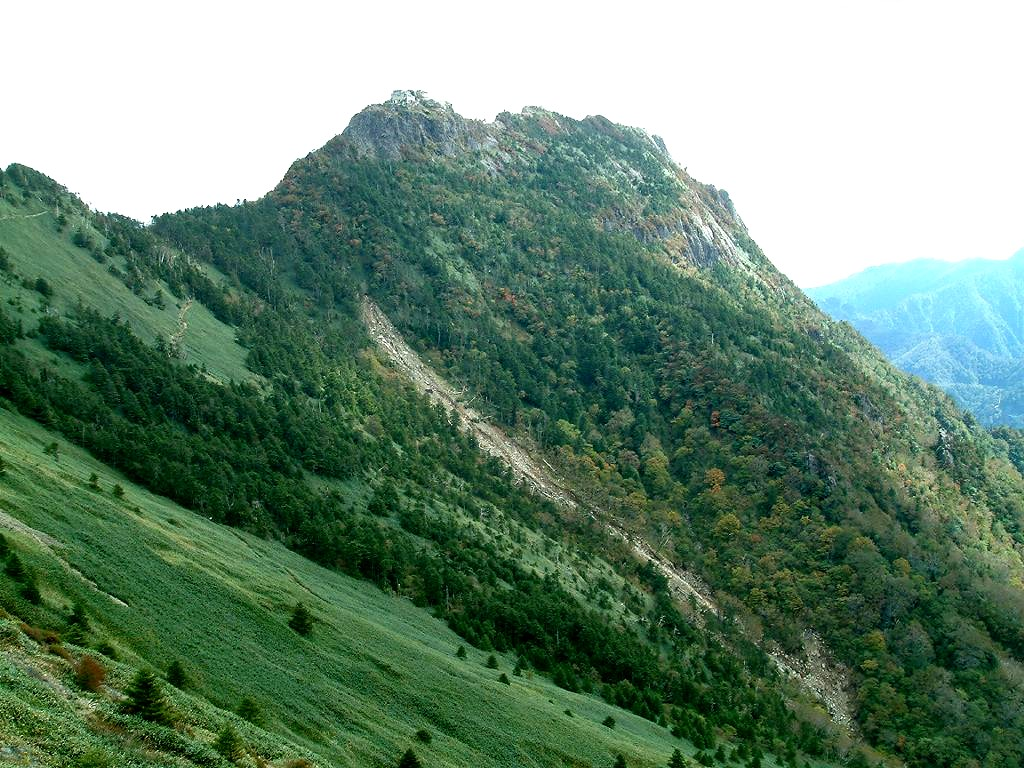
نمایی از کوه ایشیزوچی

کوه ایشیزوچی (به ژاپنی: 石鎚山 Ishizuchi-san) یکی از صد کوه معروف ژاپن است که در سایجو، اهیمه و کوماکوگن، اهیمه، استان اهیمه، ژاپن واقع شده است.